# Rejzekius
Rejzekius é um gênero de coleóptero da tribo Callidiini (Cerambycinae); compreende apenas duas espécies, com distribuição restrita ao continente africano.

## Sistemática
- Ordem Coleoptera
  - Subordem Polyphaga
    - Infraordem Cucujiformia
      - Superfamília Chrysomeloidea
        - Família Cerambycidae
          - Subfamília Cerambycinae
            - Tribo Callidiini
              - Gênero Rejzekius (Adlbauer, 2008)
                - Rejzekius angolensis (Erichson, 1843)
                - Rejzekius bicolor (Adlbauer, 2008)